# 七つ前は神の内
七つ前は神の内（ななつまえはかみのうち）は、柳田國男の民俗学からのことわざ。

## 意味
日本では、数え年で7歳未満の子供は神に属する存在であり、わがままや非礼があっても責任は問われないということを意味する。
江戸時代に濃尾地方で行われた調査によると、1歳未満での死亡率は10パーセント台後半であった。このため概ね2歳になるまでに2割の子供が死亡していたと想定できる。このため赤子というのは、いつ神の元に帰っていくか分からない脆い存在であったということである。
七つ前は神の内といわれたのは服忌という慣習からで、江戸時代に定められた服忌令では、死亡してからの忌とされた期間は勤めに出ることができず、服とされた期間は祭や神事に参加できないこととなっていたが、死亡したのが7歳未満の子供か老人ならばこの忌と服の期間をしないことと制定されていた。

## 由来
少なくとも10世紀には、明法家によって、七歳以下の子供は神事などに関し完全に責任は問われないとする言論があったことがわかっている。
1914年に柳田国男が著した『神に代りて来る』で、7歳になるまでは子供は神様であると謂っている地方があると述べられ、そこから七つ前は神の内ということが主張される。1937年に能田多代子が著した論文で青森県五戸地方の事例が紹介され、七つ前は神の内と主張される。同年に大間知篤三が著した論文では、常陸多賀郡高岡村での事例が紹介され、七つ前は神の内と主張される。この2つの事例を受けてか1945年に柳田国男が著した『先祖の話』で再び七つ前は神の内と主張され、今もほぼ全国で行われていると強調する。それから柳田国男の教えを踏襲した大藤ゆきなどの民俗学では七つ前は神の内というのが主流となり、やがて七つ前は神の内は歴史学や教育学の場でも受容されていき、七つ前は神の内は頻繁に使用されるようになる。